# Paris–Roubaix 1926

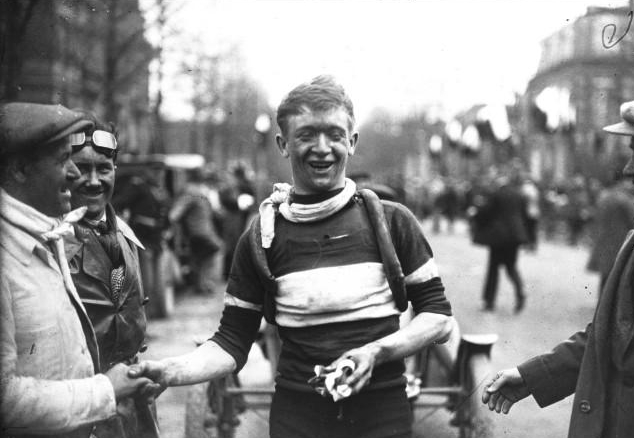
Julien Delbecque nach seinem Sieg

Das Eintagesrennen Paris–Roubaix 1926 war die 27. Austragung des Radsportklassikers und fand am Sonntag, den 4. April 1926, statt.
Das Rennen ging über 270 Kilometer und wurde in Le Vésinet gestartet. 147 Rennfahrer nahmen teil, von denen sich 86 platzieren konnten. Der Sieger Julien Delbecque absolvierte das Rennen mit einer Durchschnittsgeschwindigkeit von 35,63 km/h.
Nach einem Regenguss am frühen Morgen waren die Straßen nass und matschig. Henri Pélissier bestimmte den Rennverlauf, indem er fortwährend attackierte und somit eine kleine führende Gruppe entstand. Doch er wurde von einem Reifendefekt gestoppt, so dass Delbecque und Gustaaf Van Slembrouck das Finale auf der Avenue des Villas in Roubaix unter sich ausmachten. Während Delbecque den Sprint gewann, winkte er mit beiden Händen ins Publikum.